# Archibald Scott Couper
Archibald Scott Couper (Kirkintilloch, 31 de marzo de 1831 - Kirkintilloch, 11 de marzo de 1892) fue un químico escocés que propuso una nueva teoría de estructura y enlace en la química orgánica. Descubrió la tetravalencia del átomo de carbono, la cual le permite enlazarse con otros átomos de carbono formando largas cadenas, y que el orden de enlace de los átomos de una molécula puede determinarse a partir de indicios químicos.
Couper era el único hijo sobreviviente de un rico propietario de una fábrica textil cerca de Glasgow. Estudió en las universidades de Glasgow y Edimburgo y de forma intermitente en Alemania durante los años 1851-54. Se inició en el estudio formal de la química en la Universidad de Berlín en el otoño de 1854. Posteriormente, en 1856 entró en laboratorio privado de Charles Adolphe Wurtz en la Facultad de Medicina de París (hoy, Universidad de París V: René Descartes).
Couper publicó su "Nueva Teoría de Química" en francés, en una forma condensada, el 14 de junio de 1858, y poco después, de manera detallada, simultáneamente en francés y en inglés en agosto de 1858. La idea de Couper, de que los átomos de carbono pueden unirse entre sí siguiendo regularidades de su valencia, fue independiente de un documento de August Kekulé que propone el mismo concepto. (Kekulé ya había propuesto la tetravalencia de carbono en 1857.) Sin embargo, a través de un malentendido con Wurtz, el escrito de Kekulé apareció impreso primero, en mayo de 1858, y así Kekulé obtuvo la preferencia por el descubrimiento del autoenlace de átomos de carbono. Cuando Couper airadamente confrontó a Wurtz, éste lo expulsó del laboratorio.
En diciembre de 1858, Couper recibió una oferta para un lectorado de la Universidad de Edimburgo, pero su salud había comenzado a declinar después de su gran decepción. En mayo de 1859 sufrió una crisis nerviosa, y entró en una institución como paciente privado. Fue dado de alta en julio de 1859, y sufrió una recaída casi de inmediato - se dice que debido a una insolación - y se le trata de nuevo hasta noviembre de 1862. Sin embargo, su condición ya estaba deteriorada, y no dio continuidad a estudios serios. Dedicó los últimos 30 años de su vida al cuidado de su madre.

## Aportación científica
La investigación que Couper presentó difería de la de Kekulé en varias maneras. Couper estaba abierto a la idea de que el carbono es divalente; Kekulé no. Couper proporcionó diversas fórmulas mejor resueltas en su reporte que Kekulé, y en dos casos llegó a sugerir fórmulas cíclicas (hetero), lo que podría haber influido la sugerencia posterior de Kekulé sobre el anillo de benceno. Couper adoptó el peso atómico del oxígeno como 8 en lugar de 16, por lo que hay dos veces más átomos de oxígeno en las fórmulas de Couper que en las de Kekulé. Por último, Couper utilizó líneas punteadas o guiones entre los átomos en sus fórmulas, aproximándose a la aparición de estilos de fórmula posteriores. En este sentido, su obra fue probablemente influyente en los primeros teóricos estructuralistas, Aleksandr Mijáilovich Butlerov y Alexander Crum Brown.